# Hicabi Emekli
Hicabi Emekli, noto con il nome Turk (Ankara, 17 novembre 1925 – Silver Spring, 11 dicembre 2015), è stato un calciatore, allenatore di calcio e arbitro di calcio turco.

## Biografia
Dopo aver giocato a calcio in patria, nel 1951 si trasferisce a New York ove frequenta la Columbia University e milita in vari sodalizi calcistici locali.  Nel 1954 passa alla Università Cattolica d'America, di cui sarà l'allenatore calciatore della sua rappresentativa calcistica. Negli stessi anni collabora con l'ambasciata turca a Washington, cosa che gli permette di conoscere la futura moglie Dolores, da cui avrà tre figli.
Nel 2007 gli viene diagnosticato la malattia di Alzheimer e nel dicembre 2015 muore all'età di novant'anni.

## Carriera
Considerato un abile attaccante da Gündüz Kılıç, ha giocato in patria durante gli anni trenta nel Gençlerbirliği, società all'epoca militante nel campionato locale di Ankara. Trasferitosi a New York, negli Stati Uniti d'America, giocò in vari sodalizi cittadini, militanti in campionati locali. Nel 1954 diviene allenatore-giocatore della rappresentativa calcistica dell'Università Cattolica d'America, i Catholic Cardinals. Rimarrà alla guida dei Cardinals per ventuno stagioni.
Nel 1968 venne chiamato alla guida dei Washington Whips, militante nella neonata lega professionistica della North American Soccer League, al posto del dimissionario András Nagy, entrato in conflitto con la dirigenza. Con i Whips giunse al secondo posto della Atlantic Division della NASL 1968, non ottenendo così l'accesso alla fase finale del torneo.
Nel 2014 è ammesso nella Hall of Fame della Virginia-DC Soccer.
Oltre ad allenare, Emekli si dedicò all'arbitraggio sino al 2009, dirigendo più di 7 500 incontri.